# Hortus Bulborum
Hōrtus Bulbōrum (лат. «луковичный сад» или «сад луковичных») — частная коллекция реликтовых луковичных декоративных культур, расположенная на южной окраине нидерландского городка Лиммен. В саду площадью всего полтора гектара, основанном в 1928 году, культивируется около четырёх тысяч сортов и форм луковичных растений селекции XVI—XIX веков. Коллекция Hortus Bulborum — генный банк редких старых сортов, активно используемый в современной селекционной работе и в научных исследованиях.

## История
У истоков Hortus Bulborum стояли две частные коллекции — сад тюльпанов местного учителя Питера Босхмана и опытное собрание реликтовых гиацинтов амстердамского селекционера Виллема-Эдуарда де Моля. В 1928 году два коллекционера объединились и основали сад в Лиммене, на землях тюльпановой фермы, которой управлял брат Босхмана. В 1934 году сад обрёл юридическую форму общественной организации, с 1991 года он управляется благотворительным фондом Stichting Hortus Bulborum. Коллекция несколько раз переезжала с место на место вместе с приютившим его хозяйством и в настоящее время базируется непосредственно в черте Лиммена, в окружении частной застройки. В 2014 году уходом за садом занимался один куратор и восемь его добровольных помощников. Каждое лето они выкапывают все луковицы коллекции, а осенью высаживают их на новый, простоявший несколько лет под паром участок.

## Растения
В 2004 году в Hortus Bulborum культивировали около 1500 сортов тюльпанов, около 800 сортов нарциссов, 80 сортов гиацинтов, 22 сорта ирисов и 17 сортов рябчиков. В 2014 году, по сообщениям самого Hortus Bulborum, в саду культивируется 2600 сортов тюльпанов, 1100 сортов нарциссов, 110 сортов крокусов и 130 сортов гиацинтов. Древнейшие сорта коллекции — тюльпаны 'Duc van Tol Red and Yellow' (известен с 1595 года) и 'Zommerschoon' (1620), нарцисс 'Double Campernelle' (до 1611), гиацинт 'King of the Blues' (1863). Примерно 90 % всех собранных сортов давно вышли из моды: они не культивируются в коммерческих хозяйствах и не доступны цветоводам-любителям. Культивирование реликтовых пестролепестных тюльпанов в Европе и вовсе запрещено; исключение сделано лишь для немногих ботанических садов и частных коллекций вроде Hortus Bulborum. Есть в собрании и сорта современной селекции, вроде широко известного махрового тюльпана 'Carnaval de Nice'. Сезон цветения тюльпанов в Hortus Bulborum начинается в марте, пик цветения тюльпанов приходится на вторую половину апреля, самые поздние сорта отцветают в июне.

## Исследования
C 1963 года Hortus Bulborum участвовал в цитологических исследованиях нидерландского института декоративных растений (нидерл. Instituut voor de Veredeling van Tuinbouwgewassen, современный Plant Research International). За этими работами последовали опыты 1970-х и 1980-х годов по исследованию устойчивости сортов к фузариозу и вирусной пестролепестности. В наши дни пыльца растений Hortus Bulborum, в соответствии с волей его учредителей, доступна всем селекционерам. В осенний посадочный сезон ограниченное количество луковиц избранных старых сортов предлагается на продажу.